# Formació d'estructures
La formació d'estructures es refereix a un problema fonamental en cosmologia física. L'univers, com es coneix actualment a partir de les observacions de la radiació de fons de microones, va començar en un estat calent, dens i gairebé uniforme, fa 13.700 milions d'anys. No obstant això, mirant el cel actual, veiem estructures a totes les escales, des d'estels i planetes fins a galàxies i a escales molt majors, agrupacions galàctiques i enormes buits entre galàxies. Com s'ha format totes aquestes estructures a partir de l'uniforme univers primigeni?

## Introducció
Sota els models actuals, l'estructura de l'univers visible es va formar seguint els passos següents:
- L'univers molt primigeni: en aquesta etapa, alguns mecanismes, com la inflació còsmica, són responsables d'establir les condicions inicials de l'univers: homogeneïtat, isotropia i forma plana.[2][5]
- El plasma primigeni: l'univers està dominat per la radiació durant gran part d'aquesta etapa i, a causa d'això, les estructures que flueixen lliurement no poden ser amplificades gravitacionalment. No obstant això, existeix una important evolució, com la nucleosíntesi primordial, que crea els elements primigenis i s'emet la radiació de fons de microones. L'anisotropia estructural detallada del fons còsmic de microones també es crea en aquesta època.[1]
- Creixement d'estructures lineals: una vegada que la matèria, en particular la matèria fosca freda, domina el col·lapse de l'univers gravitacional, pot començar a amplificar les heterogeneïtats minúscules deixades per la inflació còsmica, causant que la matèria caigui cap a les regions denses i fent que les regions rarificades ho estiguin més. En aquesta època, la densitat d'heterogeneïtats és descrita mitjançant una simple equació diferencial lineal.[3][6]
- Creixement d'estructures no lineals: segons es tornen les regions més denses, l'aproximació lineal que descriu les heterogeneïtats de les densitats comença a fallar, les partícules adjacents poden fins i tot començar a creuar en càustiques, i un tractament més detallat, utilitzant la teoria newtoniana de la gravetat al complet arriba a ser necessari. (A part de l'expansió de fons de l'univers, que és deguda a la relativitat general, l'evolució en aquestes escales comparablement petites, normalment, està ben aproximada per la teoria newtoniana). Això és quan les estructures, com les agrupacions galàctiques i els halos galàctics es comencen a formar. Continuant, en aquest règim, les forces únicament gravitacionals són significants a causa que la matèria fosca, que es pensa que té iteracions molt febles, és el paper dominant.[7]

- "Evolució gastrofísica": el pas final de l'evolució és quan les forces electromagnètiques es converteixen en importants en l'evolució d'estructures, quan la matèria bariònica s'agrupa densament, com les galàxies i els estels. En alguns casos, com amb els nuclis de galàxies actives i quàsars, la teoria newtoniana funciona malament i la relativitat general comença a ser significant. El nom de gastrofísica és a causa de la seva complexitat: molts diferents i complicats efectes que inclouen la gravetat, la magnetohidrodinàmica i els processos nuclears han de tenir-se en compte.[7]

Les últimes tres etapes ocorren en diferents moments depenent de l'escala. Les escales més grans de l'univers s'aproximen bé utilitzant la teoria lineal, mentre que els cúmuls galàctics i els supercúmuls no són lineals i molts fenòmens en la galàxia local han de modelitzar-se mitjançant una aproximació molt més matisada, tenint-ne en compte totes les forces. Això és el que es diu la formació d'estructures jeràrquica: les estructures més petites fitades gravitacionalment, els quàsars i les galàxies, primer, seguides de les agrupacions galàctiques i els supercúmuls de galàxies. Es pensa que, a causa de la presència de l'energia fosca en el nostre univers, no es formaran estructures majors en el nostre univers.

## L'univers preprimigeni
L'univers preprimigeni continua sent una època minsament compresa, des del punt de vista de la física fonamental. La teoria prevalent, la inflació còsmica, fa un bon treball explicant la planor observada, l'homogeneïtat i la isotropia de l'univers, així com l'absència de partícules relíquia exòtiques (com els monopols magnètics). A més, es va fer una predicció crucial que s'ha corroborat amb observacions: l'univers primigeni tindria febles pertorbacions, que serien la llavor de la formació estructural en l'univers tardà. Aquestes fluctuacions, encara que van formar la fundació de totes les estructures de l'univers, semblen que són clarament fluctuacions de temperatura d'una part entre 100.000. (Per posar això en perspectiva, el mateix nivell de fluctuacions en un mapa topogràfic dels Estats Units no mostraria cap característica major d'uns metres.) Aquestes fluctuacions són crítiques, perquè proporcionen les llavors de les grans estructures dins de l'univers que poden créixer i eventualment col·lapsar-se per formar galàxies i estels. El COBE va proporcionar la primera detecció de les fluctuacions intrínseques en la radiació de fons de microones en els anys 1990.
Aquestes pertorbacions, es pensa que tenen un caràcter molt específic: formen un camp aleatori gaussià, la funció del qual de covariància és diagonal i gairebé invariant en escala. Les fluctuacions observades semblen tenir exactament aquesta forma i, a més de l'índex espectral mesurat pel WMAP, l'índex espectral mesura la desviació d'un espectre invariant en escala (o de Harrison-Zel'dovich), està molt prop del valor predit pels models més simples i robusts de la inflació. Una altra propietat important de les pertorbacions primigènies és que són adiabàtiques (o isentròpiques, entre els diversos tipus de matèria que componen l'univers), és predita per la inflació còsmica i ha estat confirmada per les observacions.
S'han proposat altres teories de l'univers preprimigeni, que afirmen fer prediccions molt similars, com la cosmologia brana, el model cíclic, el model anterior al big-bang i el principi hologràfic, però romanen en el seu naixement i no són àmpliament acceptades. Algunes teories, com les cordes còsmiques, han estat àmpliament refutades per dades més precises.

### El problema de l'horitzó

La mida física del radi de Hubble (línia contínua) com una funció del factor d'escala de l'univers. Es mostra també la longitud d'ona física d'una manera de pertorbació (línia discontínua). La trama mostra com la manera de pertorbació surt de l'horitzó durant la inflació còsmica, per tal de tornar a entrar durant la dominació de radiació. Si la inflació còsmica mai va ocórrer, i la dominació radiació va seguir de nou fins que tingués lloc una singularitat gravitatòria, llavors la manera mai hauria sortit de l'horitzó en l'univers molt d'hora

Un concepte extremadament important en la teoria de la formació d'estructures és la noció del radi de Hubble, freqüentment anomenat simplement l'horitzó, ja que està íntimament relacionat amb l'horitzó de partícules. El radi de Hubble, que està relacionat amb el paràmetre de Hubble {\displaystyle H} mitjançant {\displaystyle R=c/H}, en què {\displaystyle c} és la velocitat de la llum, defineix, parlant de forma plana, el volum de l'univers proper que ha estat recentment (en l'últim període d'expansió) en contacte causal amb un observador. Com l'univers està contínuament expandint-se, la seva densitat d'energia està contínuament decreixent (en l'absència de veritable matèria exòtica com l'energia fantasma). Les equacions de Friedmann relacionen la densitat d'energia de l'univers amb el paràmetre de Hubble i demostra que el radi de Hubble està contínuament incrementant-se.
El problema de l'horitzó de la cosmologia del big-bang diu que, sense inflació, les pertorbacions mai van estar en contacte causal abans d'entrar en l'horitzó i, així, l'homogeneïtat i la isotropia, per exemple, no poden explicar les distribucions de galàxies a gran escala. Això és perquè, en una cosmologia FLRW ordinària, el radi de Hubble s'incrementa més ràpidament de com l'espai s'expandeix; així que les pertorbacions fins i tot únicament estan entrant en el radi de Hubble i no estan sent extretes mitjançant l'expansió de l'espai. Aquesta paradoxa es resol amb la inflació còsmica, que suggereix que va haver-hi una fase d'expansió molt ràpida en l'univers en què el radi de Hubble va ser gairebé constant. Així, la isotropia a gran escala que veiem avui dia és deguda a fluctuacions quàntiques produïdes durant la inflació còsmica expulsades cap a fora de l'horitzó.

## Plasma primigeni
El final de la inflació es diu reescalfament, quan la inflació desintegra les partícules en un plasma tèrmic calent d'altres partícules. En aquesta època, el contingut d'energia de l'univers és completament radiació, amb els models de partícules convencionals tenint velocitats relativistes. Segons es refreda el plasma, es pensa que ocorren la bariogènesi i la leptogènesi; segons es refreda el plasma de quarks i gluons, apareix la ruptura de la simetria electrodèbil i l'univers principalment es compon d'ordinaris protons, neutrons i electrons. Quan l'univers es refreda més, ocorre la nucleosíntesi del big-bang i es creen petites quantitats de nuclis de deuteri, heli i liti. A mesura que l'univers es refreda i s'expandeix, l'energia dels fotons comença a allunyar-se cap al vermell, les partícules arriben a ser no relativistes i la matèria ordinària comença a dominar l'univers. Eventualment, els àtoms comencen a formar-se com a electrons lliures associats a nuclis. Això suprimeix l'efecte Compton de fotons. Combinat amb la rarefacció de l'univers (i el consegüent increment del camí lliure mitjà de fotons), això fa l'univers transparent i el fons còsmic de microones és emès durant la recombinació (la superfície de l'última dispersió).

### Oscil·lacions acústiques
L'amplitud de les estructures no creix substancialment durant aquesta època. Per a la matèria fosca, l'expansió de l'espai (que és causada pel gran component de radiació) és tan ràpida que el creixement és altament suprimit per les partícules de matèria fosca no relativista. A més, a causa que la matèria fosca no té pressió, els corrents lliures prevenen el creixement de petites estructures. En el fluid relativista, d'altra banda, les grans pressions prevenen el creixement d'estructures majors que la longitud de Jeans, que és gairebé igual que el radi de Hubble per a la radiació. Això causa que les pertorbacions minven.
Aquestes pertorbacions continuen sent molt importants, no obstant això, com són responsables per a la física subtil que resultava de l'anisotropia del fons còsmic de microones. En aquesta època, l'amplitud de les pertorbacions que van entrar en l'horitzó van oscil·lar sinusoidalment, amb regions denses rarificant-se i tornant-se denses una altra vegada, amb una freqüència que està relacionada amb la grandària de la pertorbació. Si la pertorbació oscil·la un nombre enter o sencer mitjà de vegades entre arribar a l'horitzó i la recombinació, sembla com un pic acústic de l'anisotropia del fons còsmic de microones. (Una semioscil·lació en què una regió densa es converteix en una regió rarificada o viceversa apareix com un pic perquè l'anisotropia és visualitzada com un espectre de potència, de tal manera que les densitats contribueixen a la potència només com a sobredensitats.) La física que determina l'estructura detallada del pic del fons de microones és complicada, però aquestes oscil·lacions proporcionen l'essència.

## Estructura lineal

Evolució de les dues pertorbacions en el model homogeni big-bang ΛCDM. Entre l'horitzó i la dissociació, la pertorbació de la matèria fosca (línia discontínua) creix logarítmicament, abans que el creixement s'acceleri en la dominació. D'altra banda, entre una entrada a l'horitzó de dissociació, la pertorbació en el líquid barió-fotó (línia contínua) oscil·la ràpidament. Després de la dissociació, creix ràpidament perquè coincideix amb la pertorbació dominant, la manera de la matèria fosca

Una de les comprensions clau que van fer els cosmòlegs en els 70 i els 80 va ser que la majoria del contingut de matèria de l'univers no estava composta d'àtoms, sinó més aviat d'una misteriosa forma de matèria coneguda com a matèria fosca. La matèria fosca interacciona a través de la gravetat, però no està composta de barions i es coneix amb molta precisió que no emet ni absorbeix radiació. Pot estar composta de partícules que interaccionen a través de la interacció nuclear feble, com els neutrins, però no pot compondre's completament dels tres tipus coneguts de neutrins (encara que s'ha suggerit que és un neutrí estèril). Les proves recents suggereixen que hi ha cinc vegades més matèria fosca que matèria bariònica i, així, la dinàmica de l'univers en aquesta època està dominada per la matèria fosca.
La matèria fosca té un paper important en la formació d'estructures perquè únicament sent la força de la gravetat: a la inestabilitat de Jeans gravitacional que permet formar estructures compactes no se li oposa cap força, com la pressió de radiació. Com a resultat, la matèria fosca comença a col·lapsar-se en una xarxa complexa d'halos de matèria fosca abans que en matèria ordinària, que és impedida per forces de pressió. Sense matèria fosca, l'època de la formació de galàxies ocorreria substancialment després en l'univers que el que es pensava.
La física de la formació d'estructures en aquesta època és particularment simple, ja que les pertorbacions de matèria fosca amb diferents longituds d'ona evolucionen independentment. Com el radi de Hubble creix en l'univers en expansió, envolta pertorbacions cada vegada majors. Durant la dominació de matèria, totes les pertorbacions causals de matèria fosca creixen a través de l'agrupació gravitacional. No obstant això, les pertorbacions de longitud d'ona curta que són envoltades durant la dominació de radiació van retardar el seu creixement fins a la dominació de matèria. En aquesta etapa, la matèria bariònica lluminosa s'espera que simplement copiï l'evolució de la matèria fosca i les seves distribucions haurien de traçar-se gairebé iguals unides a unes altres.
És una qüestió simple calcular aquest "espectre de potència lineal" i, com a eina per a la cosmologia, és d'importància comparable per al fons còsmic de microones. L'espectre de potència ha estat mesurat per les expedicions galàctiques, com la Sloan Digital Sky Survey, i per expedicions de bosc Lyman-alpha. Com que aquestes expedicions han observat la radiació emesa des de les galàxies i els quàsars, no mesuren directament la matèria fosca, sinó les distribucions de galàxies a gran escala (i les línies d'absorció en el bosc Lyman-α), s'espera que copiï de manera fidel la distribució de matèria fosca. Això depèn del fet que les galàxies siguin majors i més nombroses en les parts més denses de l'univers, mentre que seran comparativament escasses en regions rarificades.

## Estructura no lineal
Quan les pertorbacions han crescut prou, una petita regió pot arribar a ser substancialment més densa que la densitat mitjana de l'univers. En aquest moment, la física involucrada arriba a ser substancialment més complicada. Quan les desviacions de l'homogeneïtat són petites, la matèria fosca pot tractar-se com un fluid sense pressió i evoluciona segons equacions molt simples. En regions que són significativament més denses que el fons, ha d'incloure's tota la teoria newtoniana de la gravetat. La teoria newtoniana és apropiada perquè les masses involucrades són molt menors que les que calen per a formar un forat negre i la velocitat de la gravetat es pot ignorar, ja que el temps que triga la llum a creuar l'estructura continua sent menor que el temps de la característica dinàmica. Un signe que les aproximacions lineal i de fluid no són vàlides és que la matèria fosca comença a formar càustiques en les quals les trajectòries de partícules adjacents creuen, o les partícules comencen a formar òrbites. Aquestes dinàmiques es comprenen millor utilitzant simulacions N-individu, encara que una varietat d'esquemes semianalítics, com el formalisme de Press-Schechter, es poden utilitzar en alguns casos. Mentre que, en principi, aquestes simulacions són bastant senzilles, en la pràctica són molt difícils d'implementar, ja que requereixen la simulació de milions de partícules. A més, malgrat el gran nombre de partícules, cada partícula típicament pesa 10⁹ masses solars i els efectes de la discretització poden arribar a ser significatius. La major d'aquestes simulacions és la recent simulació Millennium.
El resultat de les simulacions N-individu suggereix que l'univers està compost en gran manera de buits, les densitats dels quals poden ser tan baixes com un dècim de la mitjana cosmològica. La matèria es condensa en grans filaments i halos que tenen una intricada estructura similar a una xarxa. Aquestes formen les galàxies, les agrupacions galàctiques i els supercúmuls. Mentre que les simulacions semblen estar d'acord àmpliament amb les observacions, la seva interpretació és complicada a causa de la comprensió de com són de denses les acumulacions de matèria fosca que estimulen la formació de galàxies. En particular, molts petits halos formen el que veiem en observacions astronòmiques com a galàxies nanes i cúmuls globulars. Això es coneix com el problema de la tendència de les galàxies i s'han proposat una gran varietat d'explicacions. Molts diuen que és un efecte de la complicada física de la formació de galàxies, però alguns han suggerit que és un problema del nostre model d'energia fosca i que algun efecte, com la matèria fosca calenta, evita la formació dels halos més petits.

## Evolució gastrofísica
L'etapa final en l'evolució arriba quan els barions es condensen en els halos galàctics per formar galàxies, estels i quàsars. Un aspecte paradoxal de la formació d'estructures és que, mentre la matèria fosca accelera enormement la formació de densos halos, a causa que la matèria fosca no té pressió de radiació, la formació d'estructures menors a partir de matèria fosca és impossible perquè la matèria fosca no pot dissipar el moment angular, mentre que la matèria bariònica ordinària es pot col·lapsar per formar objectes densos dissipant el moment angular mitjançant el refredament radioactiu. La comprensió d'aquests processos és un problema computacional enormement difícil, perquè poden involucrar la física de la gravetat, la magnetohidrodinàmica, la física atòmica, les reaccions nuclears, les turbulències i, fins i tot, la relativitat general. En molts casos, encara no és possible realitzar simulacions que puguin ser comparades quantitativament amb observacions i el millor que es pot arribar a aconseguir són simulacions aproximades que il·lustren les principals característiques qualitatives d'un procés com la formació d'estels.

## Modelització de la formació d'estructures

### Pertorbacions cosmològiques
Gran part de les dificultats i moltes de les disputes estan en la comprensió que l'estructura a gran escala de l'univers es pot resoldre comprenent l'elecció del millor camp gauge en la relativitat general. Mitjançant la descomposició escalar-vectorial-tensorial, la mètrica inclou quatre pertorbacions escalessis, dues de vectorials i una de tensorial. Només són significants les pertorbacions escalessis, les vectorials són exponencialment suprimides en l'univers primigeni i la manera tensorial només provoca una petita (però important) contribució en forma de radiació gravitacional primigènia i les maneres-B de la polarització de la radiació de fons de microones. Dues de les quatre maneres escalessis poden eliminar-se per una transformació de coordenades sense pèrdua de significat físic. Les maneres que són eliminades determinen l'infinit nombre de possibles solucions gauge. El gauge més popular és el gauge newtonià (i l'íntimament relacionat gauge newtonià conformat), en el qual els escalessis retinguts són potencials newtonians Φ i Ψ, que es corresponen exactament amb el potencial d'energia newtonià des de la gravetat newtoniana. S'utilitzen molts altres gauges, com el gauge síncron, que pot ser un gauge eficient per a computació numèrica (és utilitzat pel CMBFAST). Cada gauge continua incloent alguns graus de llibertat no físics. Hi ha un anomenat formalisme de gauge invariant, en el qual només es consideren les combinacions de variables de gauge invariant.

### Inflació i condicions inicials
Les condicions inicials de l'univers, es pensa que apareixen de les fluctuacions de mecànica quàntica invariants en escala de la inflació còsmica. La pertorbació de la densitat d'energia de fons donat un punt {\displaystyle \rho (\mathbf {x} ,t)} a l'espai es considera, llavors, un camp aleatori gaussià homogeni i isòtrop de mitjana nul·la. Això significa que la transformada de Fourier espacial de {\displaystyle \rho }, {\displaystyle {\hat {\rho }}(\mathbf {k} ,t)}, té les següents funcions de correlació:
{\displaystyle \langle {\hat {\rho }}(\mathbf {k} ,t){\hat {\rho }}(\mathbf {k} ',t)\rangle =f(k)\delta ^{(3)}(\mathbf {k} -\mathbf {k'} )},
en què {\displaystyle \delta ^{(3)}} és la funció delta de Dirac tridimensional i {\displaystyle k=|\mathbf {k} |} és la longitud de {\displaystyle \mathbf {k} }. A més, l'espectre predit per a la inflació és gairebé invariant en escala, la qual cosa significa que:
{\displaystyle \langle {\hat {\rho }}(\mathbf {k} ,t){\hat {\rho }}(\mathbf {k} ',t)\rangle =k^{n_{s}-1}\delta ^{(3)}(\mathbf {k} -\mathbf {k'} )},
en què {\displaystyle n_{s}-1} és un nombre petit. Finalment, les condicions inicials són adiabàtiques o isentròpiques, la qual cosa significa que la pertorbació fraccional en l'entropia de cada espècie de partícules és la mateixa.